# 韓裔墨西哥人
朝鮮人，移民墨西哥開始於1905年，最初定居在尤卡坦半島附近。現在來自南韓的移民多生活在墨西哥城附近。

## 二十世紀早期
在19世紀後期，朝鲜王朝社會不穩定和自然災害造成了該國移民不斷增加，最初選擇與朝鮮半島鄰近的中國東北地區和俄羅斯遠東地區。到了20世紀初，他們開始去到更遠的地方，例如在1902年到夏威夷。然而因日本的干預，夏威夷不再接受朝鮮移民。
在1904年，在韓國港口仁川出現了去墨西哥龍舌蘭種植園工作的廣告，合約4-5年，儘管韓國政府努力阻止他們的離開。但他們仍在1905年4月4日離開，他們約在約一個月後到達瓦哈卡州的港口薩利納克魯斯，從那裡乘火車到他們的最終目的地尤卡坦半島的雷索。
在合約結束後，他們大多數人沒有攢夠了錢回國，加上當時韓國已是日本的半殖民地，所以大多數這樣定居在墨西哥，或繼續種植龍舌蘭或移動到全國各個城市。1921年，因龍舌蘭纖維的需求崩潰威脅他們的生計，288個朝鮮人移民古巴，他們大約800個後代仍生活在古巴。

## 語言與教育
朝鮮人最初只是龍舌蘭種植園臨時工，沒想到學習西班牙語，但他們在該國逗留成為永久居民後，他們慢慢開始拋棄韓語，他們的子孫只說西班牙語。相反，最近來自南韓的移民保持朝鮮語作為其主要的語言。
朝鮮族社區有週末朝鮮語學校，目的是保持說朝鮮語的能力。而朝鮮族的報章韓人新聞自上世紀90年代已經在墨西哥城發行。

## 宗教
早期到墨西哥的韓國移民包括一些基督徒，他們希望找個地方自由從事他們的宗教。而最近定居墨西哥人士，基督徒和佛教徒都存在。前者在20世紀90年代建立了許多教堂，而後者在2000年建立了兩座寺廟。

## 其他組織
韓國在墨西哥協會，曾組織音樂會和其他活動抗議北韓大使。

## 著名的個人
文道元:韓國出生的，歸化墨西哥的武術家和被稱為“墨西哥跆拳道之父。